# Serie geometrica
In matematica, una serie geometrica è una serie tale per cui il rapporto tra due termini successivi è costante.

## Definizione
La serie geometrica è una serie del tipo {\displaystyle \sum _{k=0}^{\infty }x^{k}}. In modo equivalente, può essere definita come il limite della successione delle somme parziali {\displaystyle \{s_{n}:n\in \mathbb {N} \}}, in cui:
{\displaystyle s_{n}=\sum _{k=0}^{n}x^{k}=1+x+x^{2}+\dots +x^{n}.}
La somma parziale {\displaystyle n}-esima di una serie geometrica è dunque la somma per {\displaystyle k} che va da zero ad {\displaystyle n} di {\displaystyle x^{k}}. Il rapporto di ogni termine della somma rispetto al termine precedente è costantemente uguale a {\displaystyle x} ed è detto ragione della serie.
Questo tipo di serie ricorre con una particolare frequenza nell'analisi degli algoritmi; in molti casi il valore di questi ultimi può essere calcolato direttamente con le formule illustrate successivamente. Una delle espressioni più comuni è proprio la somma parziale della nota serie geometrica.

## Formule
Possiamo dimostrare che {\displaystyle \sum _{k=0}^{n}x^{k}={\frac {1-x^{n+1}}{1-x}}} in diversi modi.
Consideriamo: {\displaystyle s_{n}=\sum _{k=0}^{n}x^{k}=1+x+x^{2}+\dots +x^{n}.}
Moltiplicando entrambi i membri della precedente equazione per {\displaystyle (1-x)}. Vediamo che i termini del polinomio da {\displaystyle 1} a {\displaystyle n} si semplificano con i corrispondenti della sommatoria:
{\displaystyle (1-x)\sum _{k=0}^{n}x^{k}=1-x^{n+1}.}
Dividendo ambo i membri per il termine {\displaystyle 1-x,} si ottiene rapidamente la somma per la serie geometrica:
{\displaystyle \sum _{k=0}^{n}x^{k}={\frac {1-x^{n+1}}{1-x}}.}
Un altro modo semplicemente algebrico per arrivare alla somma da {\displaystyle 0} ad n consiste nel partire da:
{\displaystyle s_{n}=1+x+x^{2}+\dots +x^{n}}     quindi sottrarre {\displaystyle 1} e dividere tutto per {\displaystyle x} ambo i membri
{\displaystyle {\frac {s_{n}-1}{x}}=1+x+x^{2}+\dots +x^{n-1}=s_{n-1}}  poiché {\displaystyle s_{n-1}=s_{n}-x^{n}} allora possiamo scrivere
{\displaystyle {\frac {s_{n}-1}{x}}=s_{n}-x^{n}} facendo tutti i passaggi algebrici, da quest'ultima equazione, otteniamo:
{\displaystyle s_{n}(1-x)=1-x^{n+1}} con un ultimo passaggio {\displaystyle s_{n}={\frac {1-x^{n+1}}{1-x}}} è la somma che stavamo cercando.
È possibile dimostrare che {\displaystyle \sum _{k=0}^{n}x^{k}={\frac {1-x^{n+1}}{1-x}}} anche per induzione.
Osserviamo che per {\displaystyle n=0} si ottiene {\displaystyle {\frac {1-x}{1-x}}=1} pertanto la base induttiva è verificata. Supponiamo che la formula sia vera per {\displaystyle n}, ovvero che la somma dei primi {\displaystyle n} termini valga proprio {\displaystyle {\frac {1-x^{n+1}}{1-x}}}, allora la somma dei primi {\displaystyle n+1} termini vale
{\displaystyle x^{n+1}+{\frac {1-x^{n+1}}{1-x}}={\frac {x^{n+1}-x^{n+2}+1-x^{n+1}}{1-x}}={\frac {1-x^{n+2}}{1-x}}}
Pertanto la formula, supposta vera per i primi {\displaystyle n} termini, è vera anche per i primi {\displaystyle n+1} termini, pertanto è stato dimostrato per induzione matematica che: {\displaystyle \sum _{k=0}^{n}x^{k}={\frac {1-x^{n+1}}{1-x}}}
Osserviamo che tale formula è valida per {\displaystyle x\neq 1}, se {\displaystyle x=1} la somma vale banalmente {\displaystyle 1+n}.
Se la serie non parte da {\displaystyle 0}, ma da un altro termine {\displaystyle m}, allora
{\displaystyle \sum _{k=m}^{n}x^{k}={\frac {x^{m}-x^{n+1}}{1-x}}.}
Derivando la somma rispetto a {\displaystyle x} si possono trovare formule per somme del tipo
{\displaystyle \sum _{k=0}^{n}k^{s}x^{k}.}
Ad esempio:
{\displaystyle {\frac {d}{dx}}\sum _{k=0}^{n}x^{k}=\sum _{k=1}^{n}kx^{k-1}={\frac {1-x^{n+1}}{(1-x)^{2}}}-{\frac {(n+1)x^{n}}{1-x}}}

## Comportamento della serie
La serie ha il seguente carattere:
- divergente per {\displaystyle x\geq 1} perché si ha {\displaystyle s_{n}=1+x+x^{2}+\dots +x^{n}\geq nx+1} e per il teorema del confronto diverge;
- indeterminata per {\displaystyle x<-1} perché si ha {\displaystyle s_{n}={\frac {x^{n+1}-1}{x-1}}} e {\displaystyle \lim _{n\to +\infty }x^{n}} non esiste (alcuni testi riportano, per questo caso, il carattere divergente, intendendo che {\displaystyle |s_{n}|\to +\infty });
- indeterminata nel caso {\displaystyle x=-1}, poiché la funzione somma oscilla tra {\displaystyle 1} e {\displaystyle 0;}
- convergente quando {\displaystyle |x|<1.}

Se infatti {\displaystyle |x|<1} la somma della serie esiste e vale
{\displaystyle \sum _{k=0}^{\infty }x^{k}=\lim _{n\to \infty }\sum _{k=0}^{n}{x}^{k}=\lim _{n\to \infty }{{1-x^{n+1}} \over {1-x}}={\frac {1}{1-x}}.}
Quest'ultima formula è valida in ogni algebra di Banach con la condizione che la norma di {\displaystyle x} sia minore di {\displaystyle 1}, e anche nel campo dei numeri p-adici se {\displaystyle |x|_{p}<1}. In particolare è valida nel campo dei numeri complessi con l'usuale definizione di valore assoluto.
Si ha che {\displaystyle S=\sum _{n=0}^{\infty }x^{n}=1+x+x^{2}+x^{3}+\dots } ;
allora {\displaystyle xS=x(1+x+x^{2}+x^{3}+\dots )=x+x^{2}+x^{3}+x^{4}+\dots =\sum _{n=0}^{\infty }x^{n}-1=S-1.}
Pertanto vale {\displaystyle xS=S-1\rightarrow S-xS=1\rightarrow S(1-x)=1.}
A questo punto, se e solo se {\displaystyle |x|<1}, ha senso scrivere: {\displaystyle S={\frac {1}{1-x}}} , c.v.d.
Come nel caso delle somme finite, possiamo derivare la serie per trovare le formule di somme analoghe. Ad esempio:
{\displaystyle {\frac {d}{dx}}\sum _{k=0}^{\infty }x^{k}=\sum _{k=1}^{\infty }kx^{k-1}={\frac {1}{(1-x)^{2}}}.}
Questa formula naturalmente è valida solo per {\displaystyle |x|<1}.

### Stima della somma
Per effettuare la stima della somma geometrica finita conoscendo quella infinita, spezziamo la serie come segue
{\displaystyle \sum _{i=0}^{n}x^{i}+\sum _{i=n+1}^{\infty }x^{i},}
ricordando che la serie geometrica ha somma pari a {\displaystyle {\frac {1}{1-x}}} otteniamo che
{\displaystyle \sum _{i=0}^{n}x^{i}=\sum _{i=0}^{\infty }x^{i}-\sum _{i=n+1}^{\infty }x^{i}={\frac {1}{1-x}}-x^{n+1}\sum _{i=0}^{\infty }x^{i}={\frac {1-x^{n+1}}{1-x}}.}

## Serie geometrica troncata
Se si pone che {\displaystyle f_{n}(x)=\sum _{i=0}^{n}x^{i}} si ha che:
{\displaystyle f_{n}(1)=\lim _{x\to 1}{\frac {1-x^{n+1}}{1-x}}=n+1.}
La funzione {\displaystyle f_{n}(x)} viene chiamata serie geometrica troncata. La serie geometrica troncata è alla base delle stime di somme molto complesse. Utilizzando l'operatore {\displaystyle xD} (dove con {\displaystyle D} si indica la derivata) si ha che 
{\displaystyle xDf_{n}(x)=xD(\sum _{i=0}^{n}x^{i})=x\sum _{i=0}^{n}ix^{i-1}=\sum _{i=1}^{n}ix^{i}.}
riconducendosi alla serie geometrica troncata. Quindi si ha
{\displaystyle \sum _{i=1}^{n}ix^{i}=xD(f_{n}(x))={\frac {nx^{n+2}-(n+1)x^{n+1}+x}{(1-x)^{2}}}.}

## Esempi
Si vuole calcolare la seguente sommatoria:
{\displaystyle \sum _{k=1}^{n}k2^{k}.}
Consideriamo la funzione 
{\displaystyle t_{n}(x)=\sum _{k=0}^{n}x^{k}}
e osserviamo che la sua derivata è data da 
{\displaystyle t_{n}'(x)=\sum _{k=1}^{n}kx^{k-1},}
questo significa che 
{\displaystyle 2t_{n}'(2)=\sum _{k=1}^{n}k2^{k},}
e quindi il nostro problema si riduce a valutare la derivata di {\displaystyle t_{n}(x)} in {\displaystyle 2}. Poiché {\displaystyle t_{n}(x)={{x^{n+1}-1} \over {x-1}},} per ogni {\displaystyle x\neq 1,} otteniamo 
{\displaystyle t_{n}'(x)={{(n+1)x^{n}(x-1)-x^{n+1}+1} \over {(x-1)^{2}}},}
e di conseguenza 
{\displaystyle \sum _{k=0}^{n}k2^{k}=2t_{n}'(2)=2{{(n+1)2^{n}(2-1)-2^{n+1}+1} \over {(2-1)^{2}}}=(n-1)2^{n+1}+2.}